# Perlesvaus
Perlesvaus är en fransk roman från 1200-talet som handlar om kung Artur, sökandet efter den heliga Graal, äventyr med en figur kallad Fiskarkungen, Kays mord på Loholt med mera. Det kanske mest originella med denna roman är att det är Kay som framställs som den store skurken. Han brukar annars tillhöra den "goda" sidan.
En av huvudpersonerna är Perceval.